# Lausitz

Locatie van de Lausitz

De Lausitz (Sorbisch: Łužica, Pools: Łużyce, Tsjechisch Lužice, Latijn: Lusatia) is een regio tussen de rivieren Bóbr, Kwisa en Elbe op de grenzen van Duitsland, Polen en Tsjechië. De naam is afgeleid van een Sorbisch woord voor zompig weideland. 
In Lausitz wonen Sorben, een Slavische minderheid die een eigen taal spreekt, het Sorbisch. 

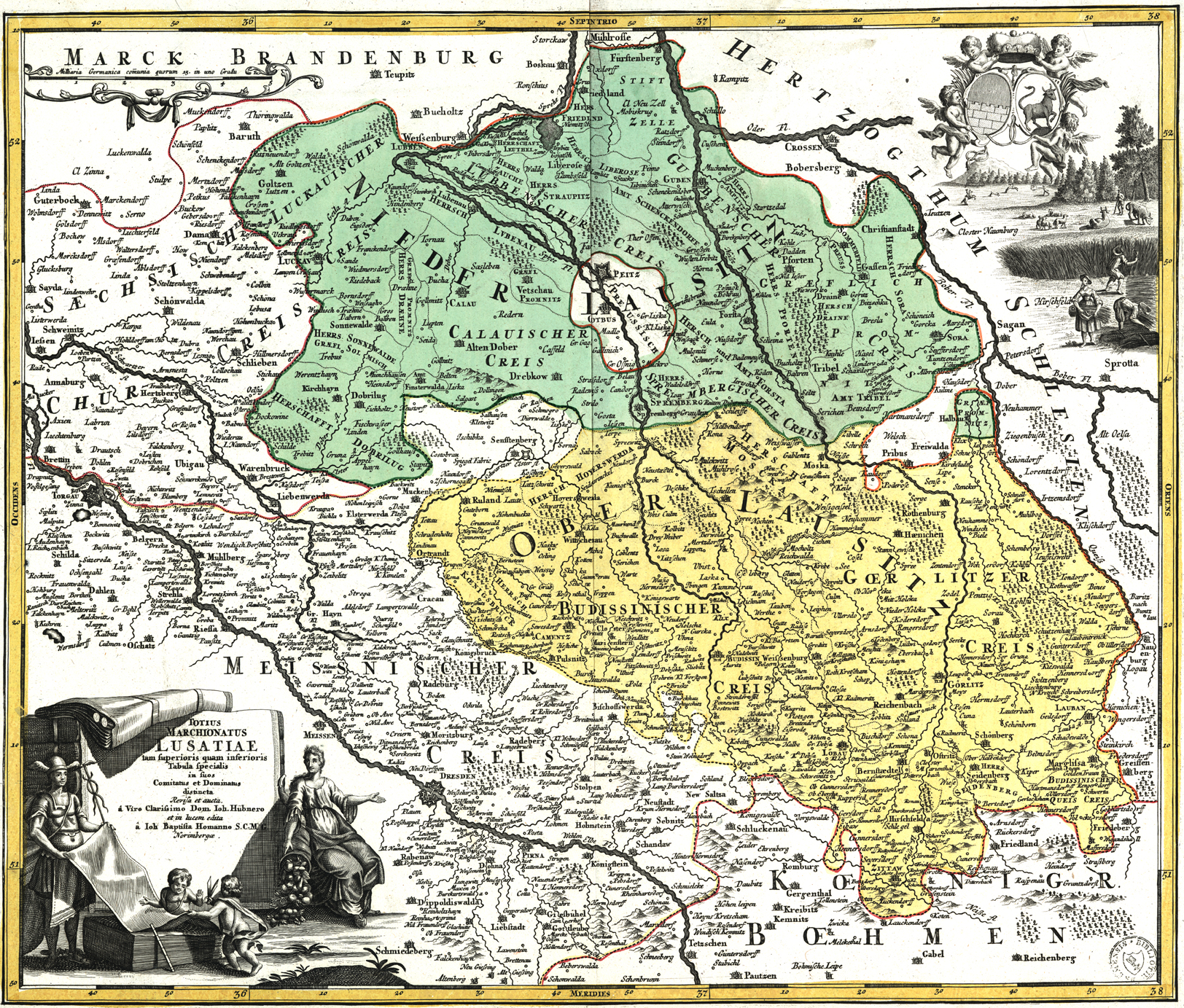
18e-eeuwse kaart: boven, in groen, de Neder-Lausitz; onder, in geel, de Opper-Lausitz.

De streek is ingedeeld in  Neder-Lausitz en Opper-Lausitz. Tussen beide streken ligt het Lausitzer Seenland, een gebied met vele meren die ontstonden door de uitgebreide dagbouw. Op deze wijze werd, vooral in de periode 1950 tot 1995, namelijk op grote schaal bruinkool gedolven, die grotendeels verstookt werd in elektriciteitscentrales.
Naar de streek is de Lausitzcultuur uit de late bronstijd vernoemd.
De grootste stad van Lausitz is Cottbus.

## Afbeeldingen

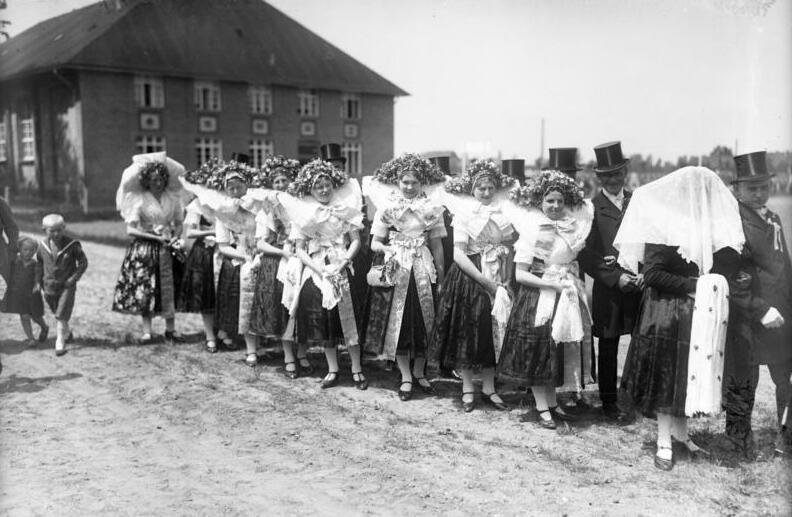
Historische feestdracht
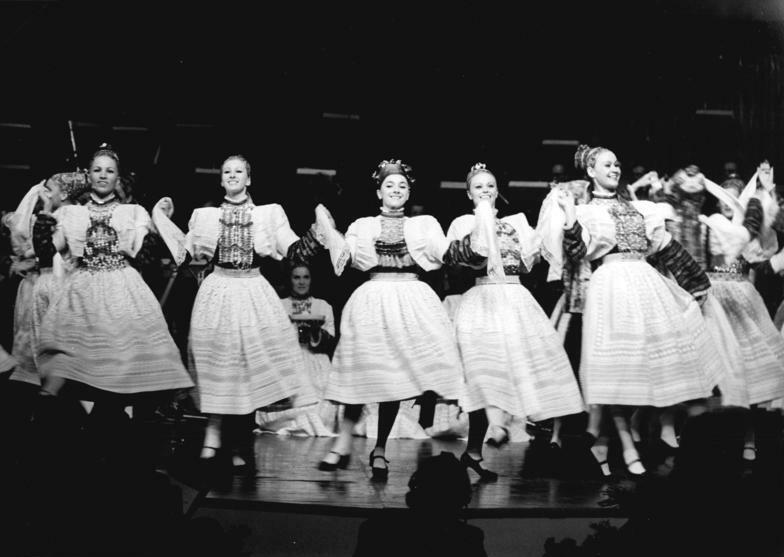
Dansgroep in klederdracht
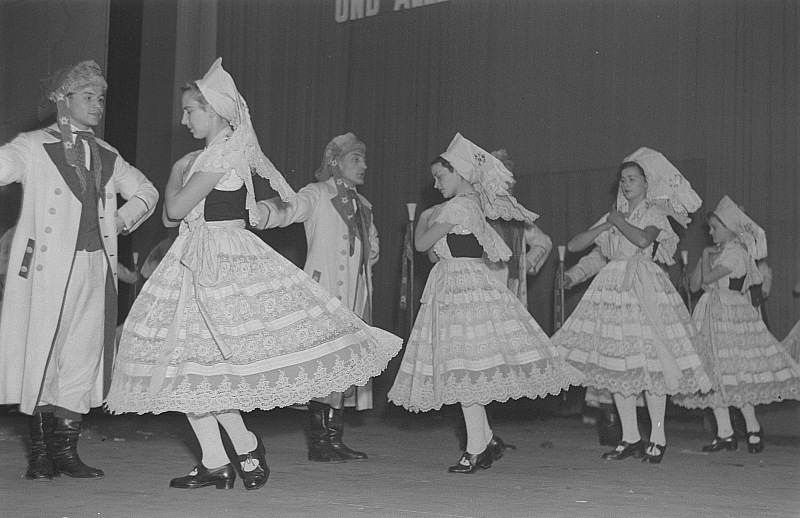
Dansgroep in klederdracht